# شهرستان سرخس
شهرستان سرخس نام یکی از شهرستان‌های شمال‌شرقی استان خراسان رضوی است و براساس سرشماری عمومی نفوس و مسکن در سال ۱۳۸۵، جمعیت شهرستان سرخس ۸۷٬۴۴۲ نفر بوده است. جمعیت این شهرستان در سال ۱۳۹۰ به ۸۹٬۹۵۶ نفر رسیده است. این شهرستان در سال ۱۳۶۸ از شهرستان مشهد جدا و مستقل شده است.

## موقعیت جغرافیایی
سرخس در گوشه شمال‌شرقی ایران، در مجاورت مرز ترکمنستان، تقریباً میان دو نصف النهار ۳۰ تا ۶۰ و ۱۵ تا ۶۱ درجه شرقی و میان دو مدار ۳۶ و ۳۶ تا ۴۰ درجه شمالی قرار گرفته است. حد طبیعی منطقه را در جنوب، رودخانه کشف رود و حد شرقی را رودخانه سرخس یا سرخسرود (از پیوستن رودخانه هریرود و کشف رود) و حدود طبیعی غربی و جنوب غربی را آخرین امتدادهای ارتفاعات کپه داغ مشخص می‌نماید.

## تقسیمات کشوری
بر اساس مصوبهٔ هیئت وزیران در تاریخ ۲۱ تیر ۱۳۶۸ شهرستان سرخس با جدا شدن از شهرستان مشهد، تأسیس شد. اکنون، این شهرستان دارای دو بخش، شش دهستان و دو شهر است:
- بخش مرکزی شهرستان سرخس
  - دهستان تجن
  - دهستان خانگیران
  - دهستان سرخس

شهر: سرخس
- بخش مرزداران
  - دهستان پل خاتون
  - دهستان گل‌بی‌بی
  - دهستان مرزداران

شهر: مزداوند